# Gruppo della welinite
Il gruppo della welinite è un gruppo di minerali.
La formula generale è:
M22+6(M1aM1b)x+(SiO4)2O(x-2)(OH)(8-x)
dove:
- X è la carica totale per unità di formula nel sito M1
- M2 = manganese bivalente (Mn2+)
- M1 = W6+☐ (tungsteno), V5+☐ (vanadio), Sb5+Fe3+ (antimonio e ferro), Sb5+☐ oppure Nb5+☐ (niobio).

## Minerali del gruppo della welinite
- Barwoodite
- Franciscanite
- Örebroite
- Scorticoite
- Welinite